# CIBC Square
«CIBC Square» (известный на ранних стадиях развития как Bay Park Center)  — представляет собой строящийся офисный комплекс в Южном районе Торонто, Онтарио, Канада. Комплекс, расположенный на Бэй-стрит к югу от Фронт-стрит, является совместным проектом компаний Ivanhoé Cambridge и Hines.
Он будет служить новой глобальной оперативной штаб-квартирой для Canadian Imperial Bank of Commerce (CIBC), объединяя около 15 000 сотрудников из нескольких арендованных CIBC зданий в районе Большого Торонто, включая существующую штаб-квартиру в Commerce Court. Комплекс также включает в себя автовокзал Union Station, построенный по заказу Metrolinx для GO Transit и других междугородних автобусных маршрутов, соединенных непосредственно с Union Station.
Комплекс также будет включать в себя парк площадью один акр, возвышающийся над железнодорожным коридором.

## Дизайн
2 900 000 квадратных футов (269 418,81600000000 м2) - Комплекс будет состоять из двух башен, которые будут достроены в два этапа.
Первой будет завершена 49-этажная южная башня (81 Bay Street), построенная на месте парковки напротив Scotiabank Arena.
Эта башня включает в себя автовокзал Union Station для региональных транзитных и междугородних автобусов, заменяя бывший терминал на Бэй-стрит. Пешеходный мост соединяет комплекс с Scotiabank Arena и Union Station, расширяя систему пешеходных дорожек PATH дальше на юг ниже железнодорожного коридора — до комплекса One Yonge Street и, в конечном счете, до предлагаемых перестроек на землях LCBO дальше на восток.
Южную башню планировалось открыть в 2020 году, но отложили до лета 2021 года.
50-этажная северная башня (141 Bay Street) будет построена на месте бывшего автовокзала GO Transit, расположенного за общественным зданием Dominiot. Северную башню планируется завершить в 2024 году.
Основанием башен станет четырехэтажный подиум с торговыми площадями, включая флагманский филиал розничного банка CIBC.
На уровне четвертого этажа будет находиться общедоступный парк площадью один акр, возвышающийся над железнодорожным коридором, с разнообразным рельефом: склоны и холмы, садоводство, сады, тенистые рощи, балконы и виды.
Весь комплекс был спроектирован британскими архитекторами WilkinsonEyre и Adamson Associates из Торонто.

## История
Застройку ведут Айвенго Кембридж и Хайнс, используя землю, приобретенную у Metrolinx (а также принадлежащую городу парковку Управления парковки Торонто ), и спроектированную британской архитектурной фирмой WilkinsonEyre и Adamson Associates из Торонто.
Айвенго Кембридж купил 81 Bay Street (ранее 45 Bay Street) в 2007 году, а позже приобрел дополнительные права на землю и воздух над железнодорожным коридором.
В сентябре 2014 года Ivanhoe договорилась с Metrolinx о строительстве нового автобусного терминала GO на 81 Bay Street.

### Ключевые арендаторы
CIBC является основным арендатором комплекса 1 750 000 квадратных футов (162 580,320000000000 м2) или 60% арендуемой площади. Boston Consulting Group будет занимать около 85 000 квадратных футов (7896,7584000000000 м2)   для штаб-квартиры в Канаде.
Microsoft Canada переедет в 132 000 квадратных футов (12 263,2012800000000 м2) помещение для штаб-квартиры в Канаде по адресу 81 Bay Street. Автовокзал Union Station расположен в южной башне нового комплекса и заменил предыдущий автовокзал на месте, где будет построена северная башня. Неизвестна судьба бывшей двери дока CP Express & Transport Building и известнякового фасада, которые были включены в состав предыдущего автовокзала GO.